# Ацугеви (язык)
Ацугеви (Atsugewi) — бездействующий индейский язык, который принадлежит палайнихской языковой семье, на котором говорит народ ацугеви, проживающий на ручье Хет-Крик и бессточной области Дикси-Валли на северо-востоке штата Калифорния в США.
Ацугеви тесно связан с ачумави.